# Pediobius khani
Pediobius khani (лат.) — вид паразитических наездников рода Pediobius из семейства Eulophidae (Chalcidoidea) отряда перепончатокрылые насекомые. Индия, Уттар-Прадеш. Переднеспинка с шейкой, отграниченной килем (поперечным гребнем). Щит среднеспинки с развитыми изогнутыми парапсидальными бороздками. Ассоциированы с бабочками-совками Trichoplusia ni (Noctuidae) и растениями Brassica oleracea (Brassicaceae).